# Coupe de l'EHF masculine 2002-2003
Navigation
Coupe de l'EHF 2001-2002 Coupe de l'EHF 2003-2004
La Coupe de l'EHF 2002-2003 est la 22e édition de la Coupe de l'EHF masculine.
Organisée par la Fédération européenne de handball (EHF), la compétition est ouverte en 2002-2003 à 56 clubs de handball d'associations membres de l'EHF. Ces clubs sont qualifiés en fonction de leurs résultats dans leur pays d'origine lors de la saison 2001-2002.
Elle est remportée par le club espagnol du FC Barcelone, vainqueur en finale du club russe du Dinamo Astrakhan.

## Résultats

### Premier tour
| Équipe 1                | Score   | Équipe 2           | Aller | Retour |
| ----------------------- | ------- | ------------------ | ----- | ------ |
| US Dunkerque            | 59 – 44 | Põlva Serviti      | 33-23 | 26-21  |
| HC Erdgas Linz          | 43 – 49 | HC Alpi Prato      | 24-24 | 19-25  |
| HC Berchem              | 56 – 50 | RK Bosna Visoko    | 28-26 | 28-24  |
| Intercollege AC Nicosie | 45 – 70 | IFK Ystad HK       | 21-31 | 24-39  |
| HC Herstal/Ans          | 44 – 49 | Polis Akad. Ankara | 25-24 | 19-25  |
| CS Baracuda Handball    | 47 – 61 | Dinamo Bucarest    | 26-24 | 21-37  |
| HC Tallas               | 46 – 50 | HV Fiqas Aalsmeer  | 24-21 | 22-29  |
| HC Portovik Youjne      | 74 – 29 | HC Tbilissi        | 34-14 | 40-15  |
| Army SK Riga            | 68 – 48 | Academik Minsk     | 36-25 | 32-23  |

### Deuxième tour
| Équipe 1                 | Score   | Équipe 2                | Aller | Retour |
| ------------------------ | ------- | ----------------------- | ----- | ------ |
| Army SK Riga             | 47 – 64 | Dinamo Astrakhan        | 21-29 | 26-35  |
| Orosházi FKSE            | 52 – 60 | HC Portovik Youjne      | 26-34 | 26-26  |
| US Dunkerque             | 46 – 40 | RK Pelister Bitola      | 27-13 | 19-27  |
| RK Zamet Rijeka          | 49 – 44 | SKA Minsk               | 28-20 | 21-24  |
| BM Altea                 | 59 – 41 | Handball Esch           | 35-21 | 24-20  |
| HC Berchem               | 44 – 74 | TUSEM Essen             | 21-35 | 23-39  |
| AC Doukas                | 51 – 42 | HC Eynatten             | 26-20 | 25-22  |
| Polis Akad. Ankara       | 50 – 61 | RK Medveščak Zagreb     | 27-28 | 23-33  |
| RK Trimo Trebnje         | 58 – 64 | ASKİ SK                 | 35-28 | 23-36  |
| HRK Izviđač Ljubuški     | 61 – 53 | HV Fiqas Aalsmeer       | 32-25 | 29-28  |
| TSV St. Otmar Saint-Gall | 51 – 53 | IFK Ystad HK            | 33-27 | 18-26  |
| Śląsk Wrocław            | 55 – 50 | Dinamo Bucarest         | 29-17 | 26-33  |
| Dunaferr HK              | 67 – 33 | Shevardeni STU Tbilissi | 34-11 | 33-22  |
| RK Jugović Kać           | 59 – 38 | HK Lokomotiv Varna      | 30-17 | 29-21  |
| Stord IL                 | 49 – 50 | SPE Strovolos Nicosie   | 27-18 | 22-32  |

### Seizièmes de finale
| Équipe 1                 | Score   | Équipe 2               | Aller | Retour |
| ------------------------ | ------- | ---------------------- | ----- | ------ |
| HRK Izviđač Ljubuški     | 46 – 70 | FC Barcelone           | 27-31 | 19-39  |
| HC MŠK Považská Bystrica | 45 – 56 | TUSEM Essen            | 21-27 | 24-29  |
| US Dunkerque             | 36 – 38 | HC Granitas Kaunas     | 18-18 | 18-20  |
| Śląsk Wrocław            | 81 – 63 | IL Runar Sandefjord    | 41-25 | 40-38  |
| BM Altea                 | 54 – 49 | SG Flensburg Handewitt | 25-23 | 29-26  |
| HK Drott Halmstad        | 51 – 57 | ASKİ SK                | 28-32 | 23-25  |
| Bjerringbro FH Elite Als | 53 – 49 | IFK Ystad HK           | 27-23 | 26-26  |
| AC Doukas                | 50 – 54 | Sandefjord TIF         | 21-23 | 29-31  |
| HC Portovik Youjne       | 62 – 47 | Sporting Club Horta    | 31-22 | 31-25  |
| RK Medveščak Zagreb      | 56 – 62 | Pfadi Winterthur       | 31-35 | 25-27  |
| RK Sintelon              | 57 – 51 | RK Jugović Kać         | 34-23 | 23-28  |
| RK Partizan Belgrade     | 49 – 56 | Dunaferr HK            | 26-25 | 23-31  |
| HC Alpi Prato            | 46 – 47 | A1 Bregenz HB          | 26-21 | 20-26  |
| HSG Nordhorn             | 70 – 46 | SPE Strovolos Nicosie  | 36-16 | 34-30  |
| RK Zamet Rijeka          | 47 – 42 | Wealer Geleen          | 27-24 | 20-18  |
| RK Gorenje Velenje       | 58 – 60 | Dinamo Astrakhan       | 30-27 | 28-33  |

### Huitièmes de finale
| Équipe 1                 | Score   | Équipe 2           | Aller | Retour |
| ------------------------ | ------- | ------------------ | ----- | ------ |
| FC Barcelone             | 64 – 58 | TUSEM Essen        | 36-26 | 28-32  |
| Śląsk Wrocław            | 56 – 58 | HC Granitas Kaunas | 31-25 | 25-33  |
| ASKİ SK                  | 41 – 49 | BM Altea           | 21-26 | 20-23  |
| Bjerringbro FH Elite Als | 50 – 43 | Sandefjord TIF     | 25-21 | 25-22  |
| Pfadi Winterthur         | 58 – 48 | HC Portovik Youjne | 29-21 | 29-27  |
| Dunaferr HK              | 51 – 41 | RK Sintelon        | 27-19 | 24-22  |
| HSG Nordhorn             | 55 – 54 | A1 Bregenz HB      | 29-24 | 26-30  |
| Dinamo Astrakhan         | 39 – 19 | RK Zamet Rijeka    | 29-19 | 10-00  |

### Quarts de finale
| Équipe 1           | Score   | Équipe 2                 | Aller | Retour |
| ------------------ | ------- | ------------------------ | ----- | ------ |
| HC Granitas Kaunas | 50 – 67 | FC Barcelone             | 25-33 | 25-34  |
| BM Altea           | 48 – 43 | Bjerringbro FH Elite Als | 24-23 | 24-20  |
| Pfadi Winterthur   | 50 – 55 | Dunaferr HK              | 24-27 | 26-28  |
| HSG Nordhorn       | 55 – 58 | Dinamo Astrakhan         | 27-25 | 28-33  |

### Demi-finales
| Équipe 1         | Score   | Équipe 2    | Aller | Retour |
| ---------------- | ------- | ----------- | ----- | ------ |
| FC Barcelone     | 59 – 42 | BM Altea    | 29-20 | 30-22  |
| Dinamo Astrakhan | 53 – 52 | Dunaferr HK | 23-25 | 30-27  |

### Finale
| Équipe 1         | Score   | Équipe 2     | Aller | Retour |
| ---------------- | ------- | ------------ | ----- | ------ |
| Dinamo Astrakhan | 49 – 68 | FC Barcelone | 23-35 | 26-33  |

Finale aller
| 27 avril 2003 | Dinamo Astrakhan  | 23 - 35      | FC Barcelone     | Astrakhan Affluence : 1 500 Arbitrage : Forbord et Jorstad |
| 27 avril 2003 | Georgy Zaikin (6) | (12 - 18)    | Masip, Hagen (7) | Astrakhan Affluence : 1 500 Arbitrage : Forbord et Jorstad |
| 27 avril 2003 | ×7                | EHF Handzone | ×4               | Astrakhan Affluence : 1 500 Arbitrage : Forbord et Jorstad |

- Évolution du score : 3-3 (5e), 6-6 (10e), 7-7 (15e), 7-12 (20e), 9-16 (25e), 12-18 (MT), 14-19 (35e), 16-22 (40e), 17-25 (45e), 19-27 (50e), 21-32 (55e), 23-35.
- Dinamo Astrakhan : Mikhaïl Izmailov, Georgy Zaikin (6), Alexandre Gorbatikov (2), Ildar Koustiaev (2), Pavel Bachkine (en) (5), Viatcheslav Nelioubine, Danil Tchernov, Sergueï Pogodaev (1), Anton Roubizov (4), Roman Serikov, Dmitri Slachtchev (2), Daniil Shmaevski (1), Rafael Mazhitov.
- FC Barcelone : David Barrufet, Fernando Hernández Casado (5), László Nagy, Dragan Škrbić (5), Glenn Solberg (3), Frode Hagen (7), Xavier O'Callaghan (1), Andrei Xepkin, Enric Masip (7), Víctor Tomás, Mathias Franzén (2), Antonio Carlos Ortega (5).

Finale retour
| 3 mai 2003 | FC Barcelone                 | 33 - 26   | Dinamo Astrakhan     | Palau Blaugrana, Barcelone Affluence : 5 000 Arbitrage : Vladimir Rancik, Jan Beno |
| 3 mai 2003 | Hernández, Nagy, Franzén (5) | (19 - 12) | Zaikin, Bachkine (5) | Palau Blaugrana, Barcelone Affluence : 5 000 Arbitrage : Vladimir Rancik, Jan Beno |
| 3 mai 2003 | EHF el Pais                  |           |                      | Palau Blaugrana, Barcelone Affluence : 5 000 Arbitrage : Vladimir Rancik, Jan Beno |

- FC Barcelone : Frederik Ohlander - Fernando Hernández Casado (5), László Nagy (5), Glenn Solberg (1), Frode Hagen (4), Andrei Xepkin (2), Mathias Franzén (5), Enric Masip (3 dont 3 pen), Xavier O'Callaghan (2), Antonio Carlos Ortega (1), Jérôme Fernandez (3), Víctor Tomás (2) et Valero Rivera.
- Dinamo Astrakan : Mikhaïl Izmailov - Georgy Zaikin (5), Alexandre Gorbatikov (3), Danil Tchernov (4), Pavel Bachkine (en) (5), Kainarov (1), Roman Serikov, Dmitri Slachtchev (1 dont 1 pen), Alexandre Kriochine, Ildar Koustiaev (4), Viatcheslav Nelioubine, Anton Roubizov (3), Daniil Shmaevski.

## Les champions d'Europe
| Vainqueur de la Coupe de l'EHF 2002-2003 FC Barcelone 1er titre |

L'effectif du FC Barcelone était :
| Gardiens de but - David Barrufet - Fredrik Ohlander Arrières - Jérôme Fernandez - Frode Hagen - László Nagy - Mikel Aguirrezabalaga | Pivots - Andrei Xepkin - Dragan Škrbić Demi-centres - Enric Masip - Xavier O'Callaghan - Glenn Solberg | Ailiers - Antonio Carlos Ortega - Fernando Hernández - Mathias Franzén - Víctor Tomás - Valero Rivera (fils) Entraîneur - Valero Rivera (père) |